# シシーニョ
シシーニョ（Cicinho）ことシセロ・ジョアン・ヂ・セーザレ（Cícero João de Cézare、1980年6月24日 - ）は、ブラジル・サンパウロ州・プラドポリス出身の元サッカー選手。現役時代のポジションはディフェンダー。元ブラジル代表。

## 経歴

### クラブ
ボタフォゴFR、アトレチコ・ミネイロを経てサンパウロFC時代に頭角を現し、この時期にブラジル代表に初選出された。2005年にはFIFAコンフェデレーションズカップで活躍して一躍脚光を浴びた。
2005年12月24日、5年契約でスペインのレアル・マドリードへ移籍することが内定し、2006年1月1日に入団した。移籍直後にミチェル・サルガドが負傷し、交代で右サイドバックに入ると、長期離脱したサルガドの代わりに右サイドバックのポジションを獲得したが、時折守備の脆さを露呈した。2006-07シーズン序盤に怪我を負うと、それまでセンターバックとしてプレーすることが多かったセルヒオ・ラモスがシシーニョの代わりに右サイドバックを務め、復帰後も出場機会はなかった。レアル・マドリード退団から3年後の2010年、「（レアル・マドリードの）ロッカールームの中はラウル・マドリード」「ロベルト・カルロスやロナウドがいなくなった後、ブラジル人の立場は悪くなり迫害された」「ラウルにスペイン代表は無理だ。個性が無い。特に良い個性は全く無い」などとクラブを批判している。
2007年8月22日、移籍金1100万ユーロの5年契約でイタリアのASローマへ移籍した。ローマでは守備に課題を残すも攻撃的なチームスタイルに順応し、ルチアーノ・スパレッティ監督の信頼を得てレギュラーに定着した時期もあったが、マルコ・カッセッティから完全にポジションを奪うには至らなかった。2010年2月9日、古巣のサンパウロにレンタル移籍した。2010-11シーズンはローマへ復帰したが、2011年1月12日にビジャレアルCFへレンタル移籍した。
2012年6月22日、母国スポルチ・レシフェへの移籍が決定した。
2013年7月、スィヴァススポルに移籍した。
2018年3月、膝の負傷を理由にブラジリエンセとの契約解消および現役引退を発表。2016年にレアル・マドリード時代にアルコール依存症に陥っていたことを明かしていたが、2022年のインタビューでも現在も依存症克服の治療を続けていることを語っている。

### 代表
サンパウロFCでの活躍により、2005年4月27日のグアテマラ戦でブラジル代表デビューした。FIFAコンフェデレーションズカップ2005では全5試合に出場しブラジルの優勝に貢献した。ドイツW杯ではカフーの控えとして招集され、日本戦で出場し1アシストを記録。その後は負傷が多くなり、さらにマイコンやダニエウ・アウヴェスが台頭したため居場所を失った。

## 所属クラブ
- ボタフォゴFC 1999-2000
- アトレチコ・ミネイロ 2001-2003

→ ボタフォゴFR 2001-2002 (loan)
- サンパウロFC 2004-2005
- レアル・マドリード 2006-2007
- ASローマ 2007-2012

→ サンパウロFC 2010 (loan)
→ ビジャレアルCF 2011 (loan)
- スポルチ・レシフェ 2012-2013
- スィヴァススポル 2013-2016
- ブラジリエンセFC 2017-2018

## 代表歴

### 出場大会
- ブラジル代表
  - 2006 FIFAワールドカップ

### 試合数
- 国際Aマッチ 15試合 1得点（2005年-2006年）[4]

| ブラジル代表 | 国際Aマッチ | 国際Aマッチ |
| 年           | 出場        | 得点        |
| ------------ | ----------- | ----------- |
| 2005         | 8           | 1           |
| 2006         | 7           | 0           |
| 通算         | 15          | 1           |

## タイトル

### 代表
ブラジル代表
- FIFAコンフェデレーションズカップ : 2005

### クラブ
サンパウロFC
- サンパウロ州選手権 : 2005
- リベルタドーレス杯 : 2005
- FIFAクラブワールドカップ : 2005

レアル･マドリード
- プリメーラ・ディビシオン : 2006-07

ASローマ
- コッパ・イタリア : 2008

### 個人
- 南米年間ベストイレブン : 2004, 2005